# St. Lucia (Erflinghausen)

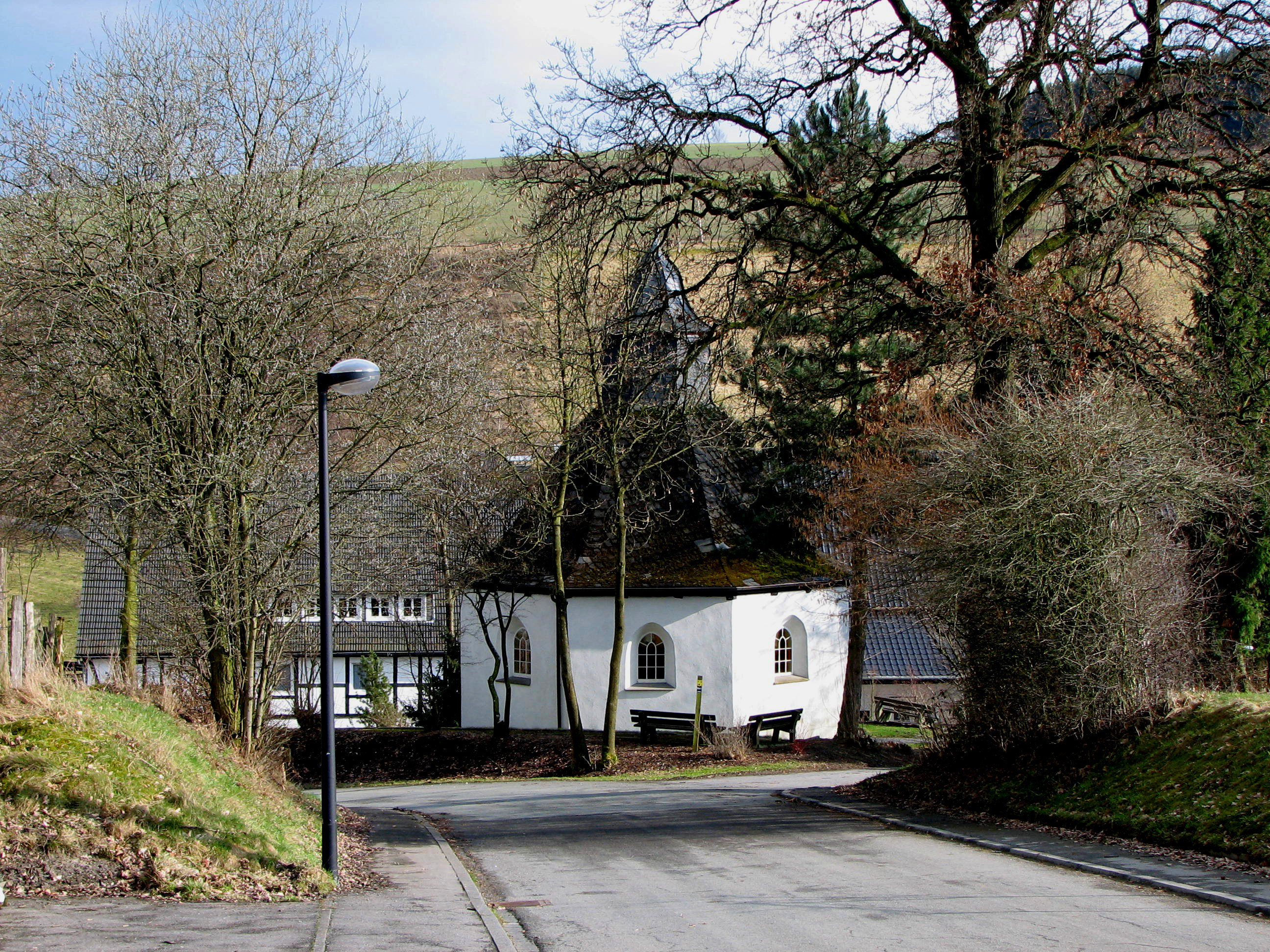
St. Lucia (2014)

Die katholische Kapelle St. Lucia ist ein denkmalgeschütztes Kirchengebäude in Erflinghausen, einem Ortsteil von Meschede im Hochsauerlandkreis (Nordrhein-Westfalen).

## Geschichte und Architektur
Die Stifter sollen nach mündlicher Überlieferung die Familien Kattol, Scheiwe und Kremer gewesen sein, deren Höfe bereits in der Schatzungsregistern des 16. Jahrhunderts nachweisbar sind. Das Baujahr wurde 1996 durch eine dendrochronologische Untersuchung gesichert. Untersucht wurden ein Deckenbalken und ein Pfosten des Dachreiters. Demnach wurde eine saftfrische Bearbeitung (Fällung) 1725 und der Einbau 1726 vorgenommen. Die Kapelle wurde 1996 renoviert und 1997 eingeweiht.
Der kleine achtseitige Zentralbau mit schieferbedeckter Haube ist von einer Laterne bekrönt. Der Dachreiter ist mit profilierten und beschnitzten Hölzern verziert. Der Barockaltar stammt aus der Mitte des 17. Jahrhunderts. Ein Opferstock ist mit 1676 datiert, die Bilder stammen aus dem 19. Jahrhundert.

## Gemeinsamkeiten mit anderen Kirchengebäuden im Stadtgebiet Meschede
Ähnlich wie die Kapelle zu den 14 Nothelfern bei Remblinghausen und die Kapelle auf der Schlade bei Calle, hat auch diese einen oktogonalen Grundriss, ist überdacht, verschiefert und ist mit einer barocken Haube mit Laterne bekrönt. Alle drei Kapellen liegen im Stadtgebiet von Meschede, vermutlich wurden sie unter der Leitung desselben Baumeisters errichtet.